# Хатчинсон, Эрик
Эрик Рассел Хатчинсон (родился 19 июня 1965 года в Лонсестоне) — бывший австралийский политик, действующий губернатор острова Норфолк с 1 апреля 2017 года. С 2013 по 2016 года являлся членом Палаты представителей, представляя округ Лайонс (Тасмания) от Либеральной партии.

## Ранние годы
Родился в городе Лонсестон, Тасмания. До занятий политикой работал в отрасли экспорта овечьей шерсти.

## Политическая карьера
Хатчинсон был выбран членом Палаты Представителей в ходе выборов 2013 года, в результате став представителем округа Лайонс, сместив с этого поста лейбориста Дика Адамса. Он набрал на 1,2 балла больше проходной отметки (13,5 балла). Во время членства он жил не в администрируемом округе, а в соседнем округе Басс. Потерял место после выборов 2016 года, проиграв лейбористу Брайану Митчеллу. После поражения был советником президента Сената Стивена Пэрри.

## Губернатор острова Норфолк
1 апреля 2017 года получил назначение на должность губернатора Норфолка, которое было продлено ещё на два года в феврале 2019 года. В марте 2020 года, в связи с пандемией COVID-19, он объявил чрезвычайное положение и 32-ухдневный запрет на выезд с острова.